# Federigo Sclopis di Salerano
Federico Sclopis di Salerano (Torino, 10 gennaio 1798 – Torino, 8 marzo 1878) è stato un giurista, magistrato e politico italiano.

## Biografia
Nacque dal conte Alessandro, sindaco di Torino, e della nobile Gabriella Peyretti di Condove. La notevole cultura del padre e l'apertura del salotto a letterati e scienziati da parte della madre crearono un ambiente molto favorevole all'educazione del figlio, che poté giovarsi delle lezioni di Carlo Boucheron e Amedeo Peyron. A vent'anni si laureò in Giurisprudenza all'Università degli Studi di Torino, due anni dopo fu aggregato a quella facoltà e fu subito chiamato da Prospero Balbo fra i collaboratori diretti della Segreteria degli Interni. Magistrato dal 1822, divenne membro del Senato di Piemonte il 28 febbraio 1829, avvocato generale presso il Senato di Piemonte dal 1844 al 1847 e Primo presidente onorario del Magistrato d'appello di Piemonte nel 1847.
Come giurista ebbe un ruolo di rilievo nella redazione dello Statuto Albertino, stilando il preambolo. Il 16 marzo 1848 fu chiamato ad essere nel Governo Balbo Ministro di grazia e giustizia e affari ecclesiastici fino al 27 luglio dello stesso anno. Sempre nel 1848, il 27 aprile divenne deputato del Parlamento di Sardegna per il IV collegio di Torino. Dopo un anno, il 10 luglio 1849 fu nominato membro del Senato Subalpino. Nel Senato del Regno ricoprì l'incarico di vicepresidente nel 1861 e di Presidente dal 25 maggio 1863 al 24 ottobre 1864, dimettendosi al trasferimento delle Camere alla nuova capitale, Firenze. Fu anche consigliere provinciale e consigliere comunale di Torino.
Dal 1870 al 1872 fu presidente dell'arbitrato tra il Regno Unito e gli Stati Uniti detto Alabama claims che portò al Trattato di Washington, riguardante la posizione del primo durante la guerra di secessione, guidando con successo il primo tentativo di risoluzione arbitrale delle vertenze internazionali. Fu un ruolo di grande prestigio per la sua persona e per il Regno d'Italia, nato da un solo decennio, che aprì la prassi giuridica oggi raccolta dai tribunali internazionali.
Inoltre ebbe i seguenti cariche e titoli: vicepresidente della Commissione superiore di statistica; membro della Commissione superiore di liquidazione, della direzione dell'Opera pia ed Ospedale San Luigi Gonzaga di Torino; professore emerito della Facoltà di Giusprudenza dell'Università di Torino; ministro di Stato; vicepresidente del Consiglio superiore della Pubblica Istruzione, della Giunta permanente del Consiglio superiore della Pubblica Istruzione e del Comitato per l'istruzione universitaria; presidente del Contenzioso diplomatico. Fu socio residente, vicepresidente e presidente dell'Accademia delle Scienze di Torino (1º maggio 1864-8 marzo 1878); socio dell'Accademia di scienze, lettere ed arti di Modena, della Società Reale di Napoli e della Società di agricoltura, industria e commercio di Torino; membro onorario dell'Istituto lombardo di scienze e lettere di Milano; socio nazionale dell'Accademia dei Lincei di Roma; socio onorario nazionale della Deputazione di Storia Patria per le Venezie; membro residente, vicepresidente e presidente della Deputazione subalpina di storia patria di Torino; presidente della Deputazione di storia patria per le antiche province di Lombardia; socio della Deputazione di storia patria per le province di Romagna; membro della Società ligure di storia patria, membro aggregato della Società accademica di Savoia, poi Accademia di Savoia; membro onorario emerito dell'Accademia di agricoltura di Torino e membro della Società siciliana di storia patria.
Poco prima di morire, nel gennaio 1878 scrisse una lettera all'umbro Paolano Manassei in favore della partecipazione elettorale dei cattolici a sostegno di un partito conservatore nazionale .
È sepolto nel Cimitero monumentale di Torino.

## Opere
- Federigo Sclopis, Storia della legislazione italiana, Unione tipografico-editrice, Torino 1847, (Voll. 1: Origini; 2: Progressi; 3: Dall'epoca della rivoluzione francese, 1789 a quella delle riforme italiane) è la più famosa delle sue opere.
- Federigo Sclopis, Diario segreto (1859-1878), Deputazione subalpina di storia patria, Torino 1959.

L'elenco dei moltissimi scritti storici e giuridici di Sclopis fu raccolto da Antonio Manno, Catalogo dei libri a stampa di Federigo Sclopis, Stamperia reale di G. B. Paravia e C., Torino 1884, 43 p.

## Onorificenze

### Onorificenze straniere
Il consiglio provinciale di Torino murò una memoria in suo onore sotto i portici di piazza Castello.